# Леонора (Гвајана)
Леонора је село које се налази на острвима Есекибо-Западна Демерара (регија 3), једном од 10. региона Гвајане. Његове пододељци су „Пашњак”, „Морско поље”, „Пара поље”, „Гроенвелт” и „Си Спреј”. Суседна села су Ана Катарина и Уитвлугт. Леонора обухвата површину од око 13 km2 (5,0 sq mi), некада је била део парохије Светог Луке. Протеже се од Единбурга на истоку до Стјуартвила на западу, и од Атлантског океана на северу, на југу све до Вест Демерара Ватер Консерванса.
Леонора је добила име по историјској плантажи шећера Леонора од 7.942 хектара, која је радила од пре 1789. године све док фабрика шећера Леонора Естате није затворена у децембру 1986. године. Плантажа је добила име по двоје деце власника: Леу и Нори.
Леонора је дом Синтетик Трак анд Филд фасилити, стадиона за више спортова који прима 3.000 људи. Спортски стадион је отворен 2005. године.

## Историја
Помињање места: 1939. године шест радника је убијено након пуцњаве..
Попис становништва је обављен 2012. године, када је забележено да има 1.555 становника

## Спорт
2016. године, село је било домаћин Међугвајанских игара на свом стадиону, окупљајући спортисте из Гвајане и суседног Суринама..

## Религија и духовност
Ово село има три верске групе: хиндуси, муслимани и хришћани.